# 蓋蒂別墅
蓋蒂別墅（英語：Getty Villa）是J·保羅·蓋蒂博物館的兩個場館之一，建於1954年，建築為希臘復興風格，位於美國加利福尼亞州1号加利福尼亚州州道17985號，靠近洛杉磯。該博物館主要收藏古希臘、古羅馬和伊特拉斯坎的古物，時間跨度在公元前6,500年至公元400年之間。此外該博物館和UCLA合作的考古專業也在此授課。

## 外部連接
- 官方网站
- Getty.edu: J. Paul Getty Trust  website （页面存档备份，存于）
- Vimeo.com: four-part documentary video about the Getty Villa and its Roman model, the Villa of the Papyri （页面存档备份，存于）
- Flickr.com: photos tagged with "Getty Villa" （页面存档备份，存于）